# Mascagnia lilacina
Mascagnia lilacina är en tvåhjärtbladig växtart som först beskrevs av S. Wats., och fick sitt nu gällande namn av Franz Josef Niedenzu. Mascagnia lilacina ingår i släktet Mascagnia och familjen Malpighiaceae. Inga underarter finns listade i Catalogue of Life.